# Castella (pâtisserie)
Pour les articles homonymes, voir Castella.
Le castella (カステラ, kasutera, venant du portugais pão de castela) est un gâteau japonais populaire fait de sucre, farine, œufs, et sirop de malt. Il a été introduit au Japon par les missionnaires portugais à Nagasaki au XVIe siècle.

## Histoire
Il y a plusieurs théories quant aux origines du castella (ou pão de castela), mais il est généralement admis qu'une recette pâtissière portugaise s’est répandue à Nagasaki à la fin de la période Muromachi, par l'entremise de missionnaires portugais. Le nom dérivé du portugais castela pourrait aussi venir de castelo, indiquant la manière dont les blancs d’œufs sont montés en neige (claras em castelo). Son parent le plus proche est le pão-de-ló, un gâteau portugais.
Une des premières recettes était un mélange à parts égales de trois ingrédients : la farine, le sucre et les œufs, avec une cuisson dans un pot de cuisson couvert de forme rectangulaire ou ronde.
À partir de la période Edo, la recette a progressivement évolué avec l'ajout de sirop de malt comme édulcorant et d'autres ingrédients.
Le castella a été développé dans sa forme actuelle par des confiseurs à Nagasaki qui l'adaptèrent au goût japonais. On peut le considérer comme une version raffinée du castella original.
Pendant la période Edo (du XVIIe au XIXe siècle), une politique isolationniste (sakoku) interdisait la diplomatie et le commerce avec d’autres pays à part les Pays-Bas, la Chine et la Corée. Un port spécial, appelé Dejima, avait été établi à Nagasaki, il était ouvert au commerce extérieur.
Le castella apparut à Nagasaki bien avant la période isolationniste qui débuta, en partie, justement par l'éviction et l'éradication des Portugais et catholiques par Tokugawa Iemitsu entre 1641 et 1853. On retrouve sa trace à l'époque Muromachi, au XVIe à Hirado et Nagasaki.
C'est à Nagasaki que le castella s'est développé pour devenir une spécialité locale. La puissance à l'époque du Han d'Iwamura, dans la province de Mino, permit à un de ses érudits, un certain Kamiya Untaku, étudiant en rangaku (蘭学) d'aller étudier à Nagasaki au plus près de la source. En 1798, soit deux ans après son départ pour Nagasaki à 23 ans, Kamiya ramena la recette et le savoir-faire à Iwamura. Les maisons à castella d'Iwamura perpétuent ainsi la tradition classique avec des moules traditionnels de petite taille. C'est la différence avec ceux de Nagasaki qui sont désormais réalisés dans des grands moules, puis coupés avant d'être vendus. Pendant la période d'Edo, à cause du coût élevé du sucre, le castella était un dessert très cher.
Fukusaya (福砂屋), fondée en 1624 à Nagasaki, est une des grandes maisons qui a commencé à produire des castella. Avec le temps, la maison Fukusaya a amélioré sa recette pour s'adapter au palais des Japonais, en produisant un castella doux et moelleux avec du sucre cristallisé au fond.
La plus grande marque de castella industrielle est Bunmeidō (文明堂)[réf. nécessaire].
L'autre pays où le castella reste populaire est Taïwan, depuis son occupation par les Japonais.
En 1996, le castella revient au Portugal. Un couple lusitano-japonais, Paulo Duarte et sa femme Tomoko, ouvrent la première fabrique de castella à Lisbonne, appelée Castella do Paulo.

## Apparence et goût

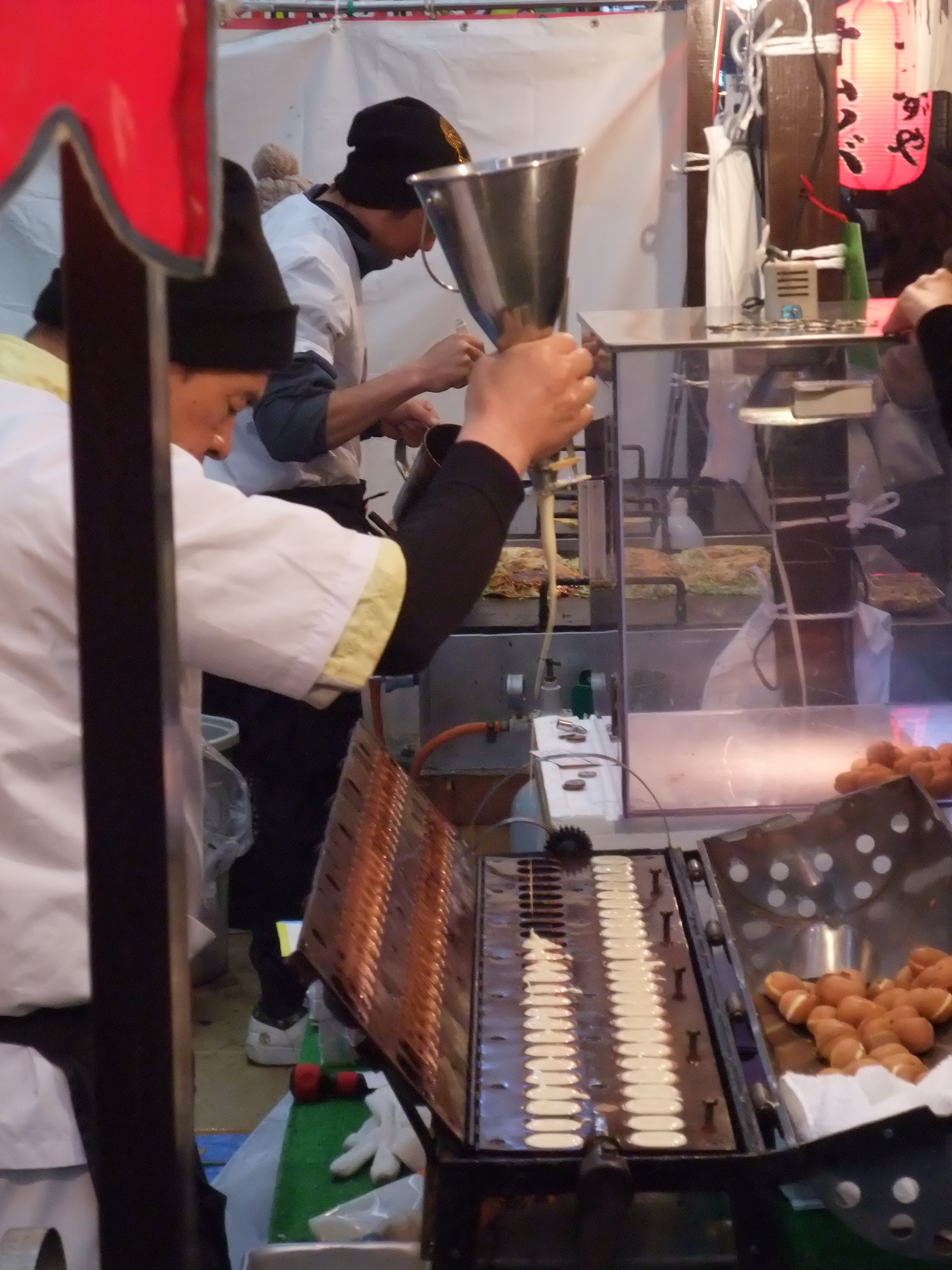
Fabrication de mini-castella.

Un bon castella est un gâteau éponge très léger et moelleux, fait avec du sirop de malt épais. Les surfaces supérieure et inférieure du gâteau sont de couleur brune et ont un arôme sucré. Le castella est souvent coupé sur les côtés pour exposer sa mie à la texture moelleuse et onctueuse dont la couleur jaune ne doit rien aux colorants et contraste avec le brun de la face supérieure.
Le véritable castella (comme son parent le plus proche le pão-de-ló) ne contient ni levure ni bicarbonate de soude ; les blancs d'œuf battus font gonfler la pâte. Il ne contient pas de matière grasse non plus.
Le castella du commerce à Nagasaki fait environ 27 centimètres de long et est habituellement vendu dans une boîte. Les castella d'Iwamura comme ceux de Matsuura-ken ou de Kameya sont d'une taille plus réduite et ne sont pas coupés (ils ont la petite croûte brune sur les côtés) car cuits dans des moules individuels.
Le castella sert souvent de cadeau pour les amis ou les parents et une tranche de ce gâteau accompagne très bien le thé vert.

## Castella taïwanais
Castella a été introduit pour la première fois à Taïwan à l'époque de Taïwan sous la domination japonaise. En 1968, Ye Yongqing, le propriétaire d'une boulangerie japonaise à Taipei nommée Nanbanto, s'est associé à la société japonaise Nagasaki Honpu pour créer une entreprise de castella.
Le castella de style taïwanais ressemble généralement plus à un soufflé que la variété japonaise avec un centre en forme de crème anglaise. Une spécialité de Tamsui est un simple gâteau castella en forme d'oreiller Le castella de style taïwanais a été introduit au Japon.
Il est maintenant possible de trouver le castella dans beaucoup de variations, ajoutant des saveurs comme la cassonade, le miel ou le fromage. Aussi, des versions plus exotiques comme le matcha castella, un castella au thé vert, avec sa couleur vert-brun légère ; ou le castella au chocolat.
Le castella peut être moulé dans des formes diverses comme les baby castella, une version mini qui se mange en une bouchée, ou les mini castella en forme de Doraemon.

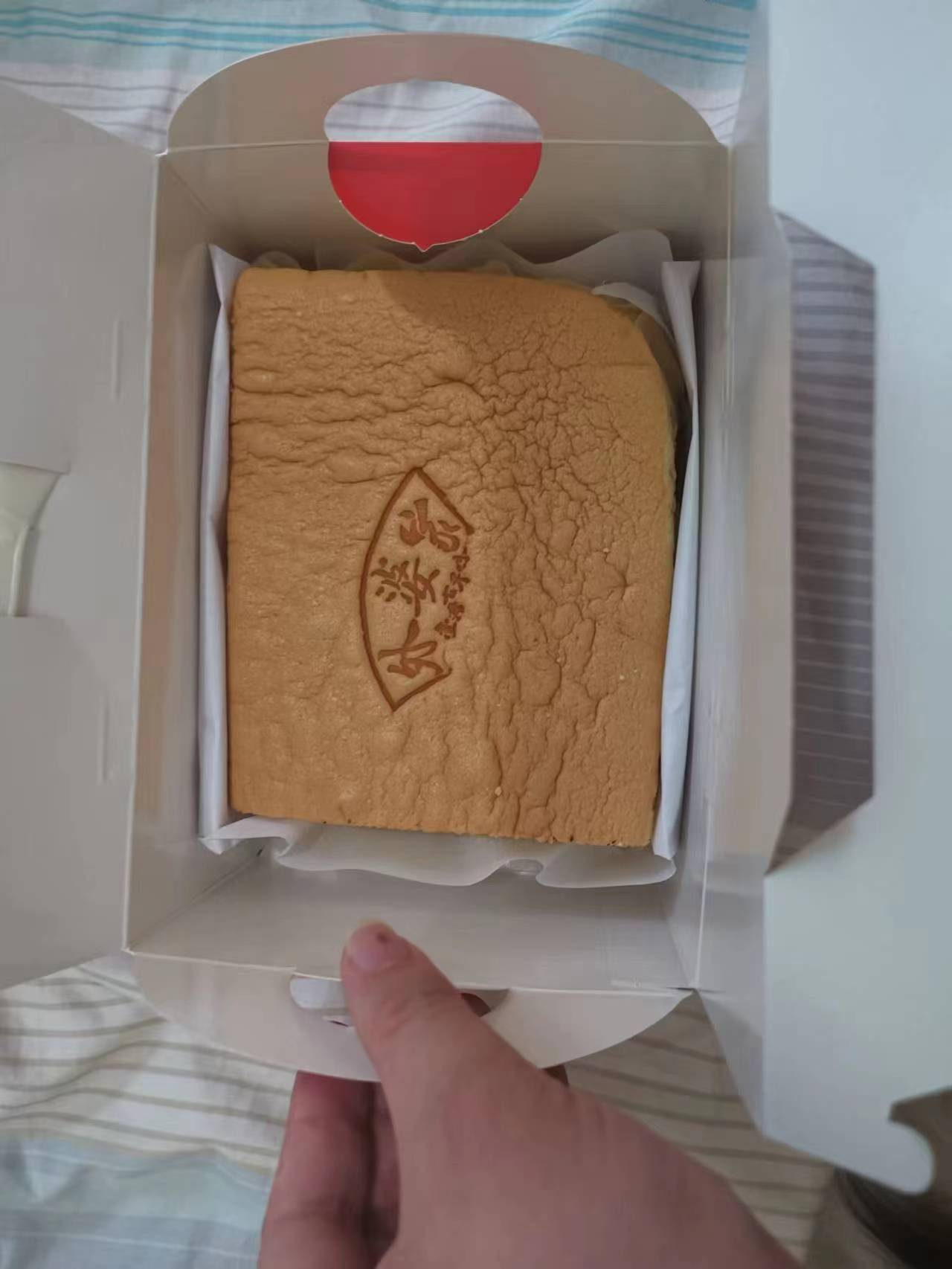
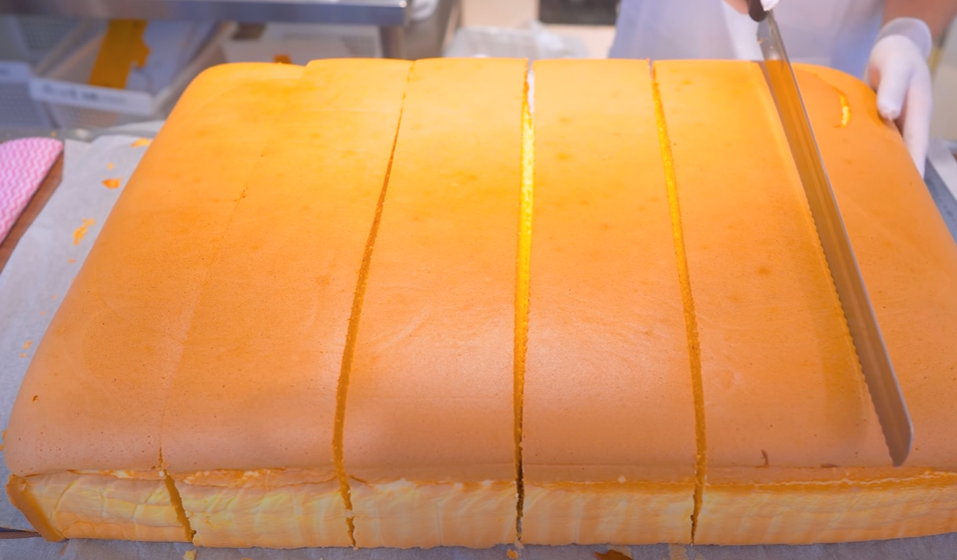
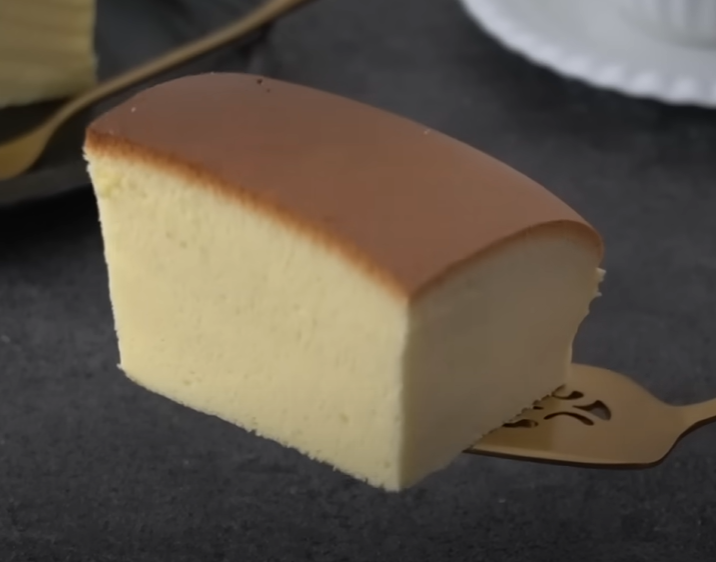
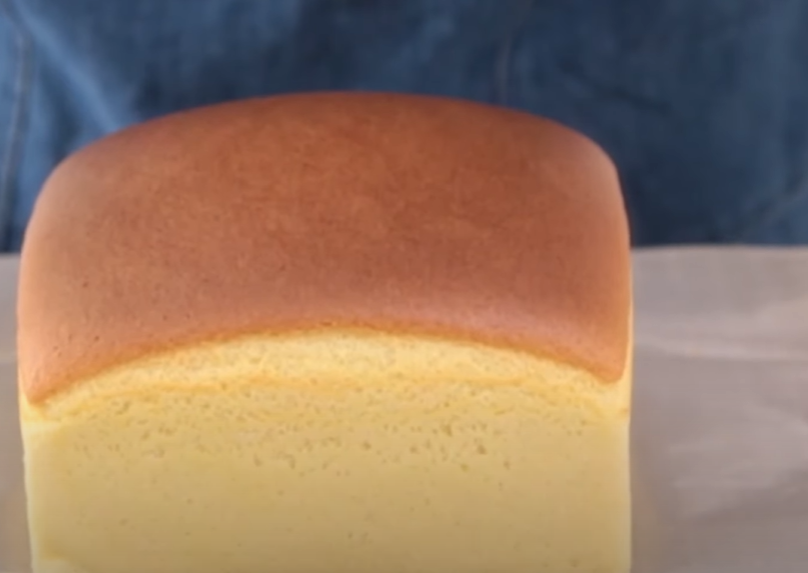
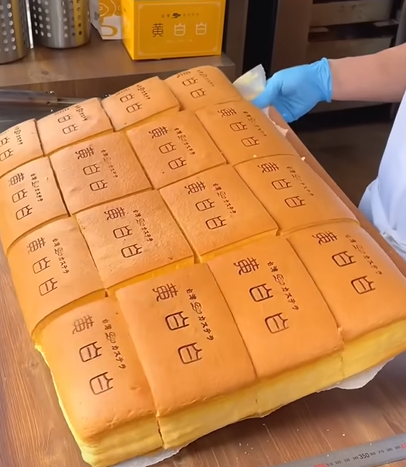